# Łątka dzieweczka
Łątka dzieweczka, łątka pospolita (Coenagrion puella) – gatunek ważki równoskrzydłej z rodziny łątkowatych (Coenagrionidae). Zasiedla wody i brzegi wód stojących i wolno płynących w Eurazji i północnej Afryce. Ma małe wymagania siedliskowe i dlatego jest rozpowszechniona w zróżnicowanych akwenach. W Polsce bardzo pospolita.

## Charakterystyka
Jej ciało jest długie i szczupłe, osiąga długość do 34 mm i rozpiętość skrzydeł do 40 mm. Na jego przedzie znajduje się dwoje półkolistych oczu, rozsuniętych dość szeroko od siebie (na odległość większą, niż szerokość oka), na końcu zaś – dwie pary przydatków analnych (paraprokty i cerci) oraz kompletne pokładełko u samic. Skrzydła są mocno zwężone u nasady.
Gatunek ten wykazuje wyraźny dymorfizm płciowy. Samce są jasnoniebieskie i mają czarną, U-kształtną (lub w kształcie podkowy) plamę na drugim segmencie odwłoka. Na jej przedniej krawędzi znajduje się okrągłe wcięcie, zaś na tylnej – niewielkie wyrostki. Kolejne trzy segmenty mają wąskie, czarne paski po bokach i są w 1/5 (licząc od tylnej krawędzi) czarne. Samice są zielonkawe (rzadziej niebieskawe) i mają, jak większość samic łątkowatych, prawie całkowicie czarną wierzchnią część odwłoka.
Larwy łątki dzieweczki są długie i wąskie. Oddychają trzema wąskimi skrzelotchawkami o lekko spiczastym kształcie, umieszczonymi na końcu odwłoka oraz jelitem tylnym. Ich głowy są pokryte z tyłu regularnie rozmieszczonymi, czarnymi kropkami.

## Występowanie
Jest eurybiontem, rozprzestrzenionym głównie w zachodniej części krainy palearktycznej. Występuje od południowej i środkowej Europy po Nizinę Zachodniosyberyjską i środkową Azję; osobna, nieliczna populacja (niekiedy traktowana jako odrębny podgatunek C. p. kocheri) występuje w Afryce Północnej – na północy krajów Maghrebu, jej liczebność spada. Jej zasięg na wschód sięga do Gór Ałtajskich. Występuje licznie m.in. w całej Polsce, również w górach, choć nieco rzadziej, do wysokości 1226 m n.p.m.
Jest drugą, po tężnicy wytwornej (Ischnura elegans), najpospolitszą równoskrzydłą ważką w Polsce. Ma małe wymagania siedliskowe. Jej larwy żyją w dużych jeziorach, małych, zarośniętych stawikach, mulistych rowach, a nawet w wodach płynących o niezbyt silnym nurcie. Imagines można spotkać od początku maja do przełomu sierpnia i września, preferują wody stojące (głównie niewielkie zbiorniki, choć występują także nad dużymi jeziorami), bardzo rzadko można je spotkać nad wodami płynącymi.

## Ekologia

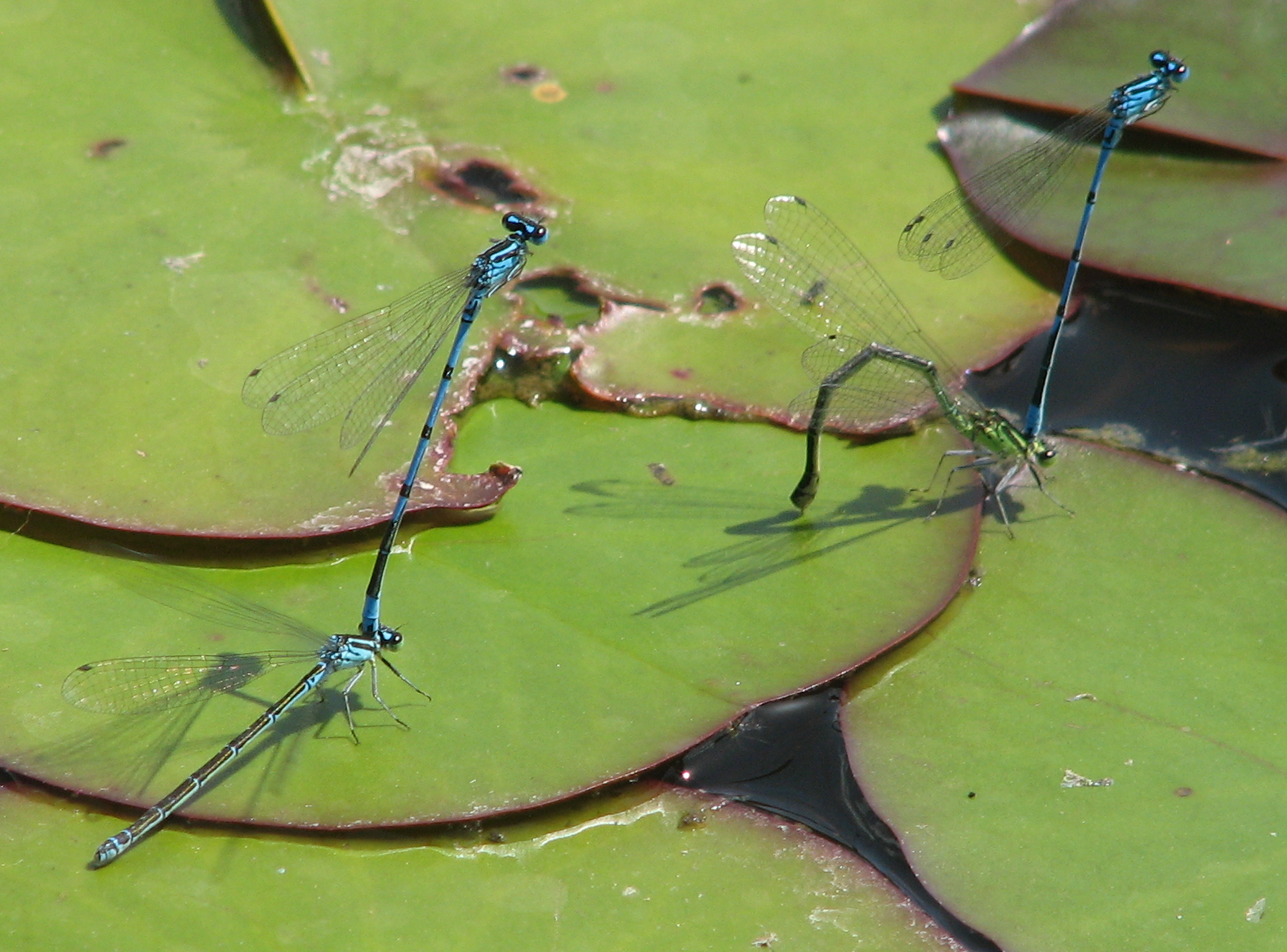
Dwie pary (tandemy) Coenagrion puella podczas składania jaj

Gatunek ten ma jednoroczny cykl życiowy. Samice składają jaja do tkanek roślinnych, siedząc na dryfujących, obumarłych częściach roślin lub na roślinach wodnych sięgających do powierzchni. Samce są wówczas cały czas przyczepione przydatkami analnymi do przedtułowia samic. Typowe dla rodzaju Coenagrion jest ich stanie na partnerkach z wyciągniętymi odnóżami. Czasami robią to w skupiskach 10 lub więcej par na jednej łodydze lub liściu.
Ich larwy żyją na roślinach wodnych lub mulisto-detrytusowym dnie. Zimę łątka dzieweczka spędza w jednym z ostatnich stadiów larwalnych.
Zarówno larwy, jak i osobniki dorosłe są aktywnymi drapieżnikami. Pierwsze żerują pod wodą, drugie zaś nad powierzchnią zbiornika lub pomiędzy roślinnością, porastającą strefę przybrzeżną.